# قروتك (مقاطعة غيلانغرب)
قروتك (بالفارسية: قروتک) هي قرية تقع في قسم ويجنان الريفي في إيران. يقدر عدد سكانها بـ 52 نسمة بحسب إحصاء 2016.